# Хайтун-Шічжухоуді
Хайтун (Сітун)-Шічжухоуді (кит.: 醢童尸逐侯鞮; д/н — 63) — 4-й шаньюй південних хунну в 59—63 роках.

## Життєпис
Син шаньюя Хухан'є II. При народженні отримав ім'я Ши. Про молоді роки обмаль відомостей. За шаньюя Їфаюлюді обмімав посаду східного тукі-вана. 59 року спадкував владу.
Зберігав вірність Східній Хань. 62 року під час нападу північних хунну на китайські командирства Уюань і Юньчжун першим прийшов на допомогу, відбивши напад ще до підходу китайського генерала Ма Нана.
Помер Хайтун-Шічжухоуді 63 року за невідомих обставин. Йому спадкував стриєчний брат Цючу-Цзюйліньді.